# Cristian Buonaiuto
Cristian Buonaiuto (Napoli, 29 dicembre 1992) è un calciatore italiano, ala o attaccante del Padova.

## Caratteristiche tecniche
È un attaccante esterno, che grazie alla sua duttilità tattica, può giocare in molti ruoli offensivi, come ala su entrambe le fasce, oppure da seconda punta, si dimostra abile nel convergere e nel calciare verso la porta.

## Carriera

### Club

#### Inizi e Aprilia
Nato a Napoli, cresce nel settore giovanile del Benevento, dagli Allievi in poi, debuttando in prima squadra a 18 anni, il 15 maggio 2011, nell'ultima giornata di Lega Pro Prima Divisione, quando gioca titolare nell'1-1 interno con la Juve Stabia. I giallorossi concludono il girone B al 2º posto, perdendo la semifinale play-off contro lo stesso avversario. La stagione successiva va a giocare in provincia di Latina, all'Aprilia in Lega Pro Seconda Divisione. Esordisce il 4 settembre, alla prima di campionato, persa per 1-0 sul campo del Giulianova. Segna il primo gol in carriera il 2 ottobre, decisivo nel successo casalingo per 3-2 sulla Vibonese in Seconda Divisione. Con 37 presenze e 9 reti è protagonista del campionato dei biancocelesti, concluso al 5º posto in stagione regolare e con l'eliminazione in semifinale play-off da parte del Chieti.

#### Ritorno al Benevento
A fine stagione 2011-2012 ritorna per fine prestito al Benevento, in Prima Divisione. Fa il suo secondo esordio in giallorosso il 12 agosto 2012, nella gara del 2º turno di Coppa Italia persa per 2-1 in trasferta contro il Livorno, entrando al 70'. Segna il primo gol con il Benevento nel campionato successivo, alla prima, il 1º settembre 2013, quando realizza il 2-0 al 52' nel successo interno per 2-1 sulla Paganese. In una stagione e mezza gioca 29 volte segnando tre gol, arrivando 6º il primo anno, fallendo l'accesso ai play-off.

#### Padova, Teramo e Torres
A gennaio 2014 sale in Serie B, passando in prestito al Padova. Gioca una sola gara: la sconfitta per 3-0 sul campo del Latina in campionato del 28 febbraio, nella quale entra all'intervallo. I biancoscudati arrivano ventesimi, retrocedendo in Lega Pro, e ripartendo la stagione successiva dalla Serie D per fallimento. Nella stagione successiva si trasferisce al Teramo, in Lega Pro. Debutta il 10 agosto 2014, nella sconfitta per 3-2 in trasferta contro il Südtirol nel 1º turno di Coppa Italia, entrando al 59'. La prima in campionato la gioca il 30 agosto, alla prima giornata, entrando al 53' della sconfitta esterna per 3-1 contro il Pisa. Segna il suo primo e unico gol in biancorosso il 1º novembre, quando realizza il momentaneo 1-0 al 7' nel pareggio casalingo per 1-1 contro la Pro Piacenza in Lega Pro. Conclude anticipatamente l'esperienza abruzzese a gennaio 2015, dopo 12 presenze e 1 rete. Passa allora alla Torres, sempre in Lega Pro. Esordisce il 18 gennaio, entrando al 60' dello 0-0 sul campo del Como in campionato. Gioca 14 volte, arrivando 11º sul campo, con i sardi che verranno poi però retrocessi all'ultimo posto per illecito sportivo, e fatti ripartire dalla Serie D.

#### Maceratese
Nel luglio 2015 si trasferisce a titolo definitivo al Pescara, squadra di Serie B. Non rimane però in biancazzurro, trasferendosi in prestito alla Maceratese, in Lega Pro, dove ritrova Cristian Bucchi, che lo aveva allenato nei sei mesi precedenti alla Torres. Debutta il 23 agosto, nella gara del girone di Coppa Italia Lega Pro persa per 1-0 in casa contro il Rimini, giocando titolare. La prima in campionato la disputa il 6 settembre, alla prima giornata, quando gioca titolare nel successo per 1-0 sul campo della Lupa Roma. Segna le sue prime reti il 18 ottobre, quando realizza una doppietta nel successo casalingo per 3-2 sul Teramo, sua ex squadra, in Lega Pro. Conclude con 35 presenze, arrivando in doppia cifra, a 10 reti, portando i marchigiani al 3º posto, con accesso ai play-off, dove viene eliminato al turno preliminare dal Pisa.

#### Perugia e prestito al Latina
Nell'estate 2016 ritorna in Serie B, firmando con il Perugia, dove viene allenato ancora una volta da Cristian Bucchi. Esordisce con gli umbri il 7 agosto, giocando tutta la gara vinta per 1-0 in casa nel 2º turno di Coppa Italia, contro l'Alessandria. La prima in campionato la disputa invece il 29 agosto, quando entra al 61' dell'1-1 esterno della prima giornata contro il Cesena. Dopo 19 presenze, a gennaio 2017 va in prestito in un'altra squadra di Serie B, il Latina. Debutta nel derby in campionato con il Frosinone del 4 febbraio, perso per 1-0 in casa, giocando titolare. Realizza la prima rete tra i cadetti il 4 marzo, segnando il definitivo 1-1 al 39' nella gara sul campo del Trapani. Gioca 17 volte segnando 2 gol, senza riuscire a scampare il 21º posto e la conseguente retrocessione in Serie C. I nerazzurri ripartiranno poi dalla Serie D per fallimento. Ritorna anticipatamente al Perugia in seguito allo svincolo d'autorità della rosa del Latina. Al secondo debutto trova il primo gol con il Perugia, quello del 2-0 al 65' nel derby vinto per 2-1 in casa contro il Gubbio il 6 agosto nel 2º turno di Coppa Italia, gara nella quale gioca titolare. Il 16 settembre trova anche le prime marcature con i Grifoni in Serie B, segnando una doppietta nel 3-0 interno contro il Parma. Segna 8 gol in 42 partite tra campionato e Coppa. 
Nella stagione 2017-2018 disputa una buona stagione con la maglia del grifone, giocando in campionato 38 partite e segnando 7 reti. Il 16 settembre 2017, è decisivo con una doppietta (la prima in serie cadetta) nella partita vinta per 3-0 in casa contro il Parma.

#### Prestito al Benevento e ritorno al Perugia
Il 17 agosto 2018 fa ritorno dopo quattro anni al Benevento, in prestito con diritto di riscatto. Con le streghe segna l'unica rete in campionato il 23 dicembre dello stesso anno, nella partita vinta per 3-0 in casa contro il Crotone. Nell'estate del 2019, fa ritorno al Perugia.

#### Cremonese
A seguito della retrocessione in C degli umbri, il 4 settembre 2020 diventa un nuovo giocatore della Cremonese. Un mese dopo, il 4 ottobre, segna la sua prima rete con i grigiorossi nel pareggio per 1-1 in casa del Pisa. Chiusa la prima stagione con 3 gol in 31 presenze. Migliora il suo bottino nella stagione successiva, in cui mette a segno 8 reti in 30 presenze, al termine della quale ottiene la promozione in serie A. Il 14 agosto 2022 debutta nella massima serie propiziando su calcio d'angolo la rete del provvisorio 2-2, assegnata poi a Matteo Bianchetti, nella partita in casa della Fiorentina, persa per 3-2. Il 3 giugno 2023 segna comunque la sua prima rete in serie A su calcio di rigore, nel successo interno sulla Salernitana valevole per l'ultima giornata di campionato.

#### Padova
Il 1º febbraio 2025 viene acquistato a titolo definitivo dal Padova, militante in Serie C, tornando nella città veneta dopo oltre dieci anni. Tornato da alcuni problemi fisici che avevano caratterizzato la prima parte di stagione, fa il suo secondo debutto con i biancoscudati subentrando nel corso del derby del 16 febbraio contro il Vicenza (1-1). Nella gara successiva contro la Giana Erminio, subentra nuovamente e riesce a segnare la sua prima rete con questa maglia, firmando la rete del 3-0 con un gol all'incrocio dei pali. Si ripete nella trasferta contro il Renate segnando la rete che apre la gara, anche se arriverà poi la sconfitta per 3-2. Anche nel turno successivo va in rete, questa volta regalando il gol della vittoria al 94' minuto contro la Pergolettese (2-1). Il 25 aprile 2025 si laurea Campione del Girone A di Serie C con il Padova dopo il pareggio contro il Lumezzane, conquistando il primo trofeo in carriera.

## Statistiche

### Presenze e reti nei club
Statistiche aggiornate al 10 agosto 2025.
| Stagione         | Squadra          | Campionato       | Campionato | Campionato | Coppe nazionali | Coppe nazionali | Coppe nazionali | Coppe continentali | Coppe continentali | Coppe continentali | Altre coppe | Altre coppe | Altre coppe | Totale | Totale | Totale |
| Stagione         | Squadra          | Comp             | Pres       | Reti       | Comp            | Pres            | Reti            | Comp               | Pres               | Reti               | Comp        | Pres        | Reti        | Pres   | Reti   |        |
| ---------------- | ---------------- | ---------------- | ---------- | ---------- | --------------- | --------------- | --------------- | ------------------ | ------------------ | ------------------ | ----------- | ----------- | ----------- | ------ | ------ | ------ |
| 2010-2011        | Benevento        | 1D               | 1          | 0          | CI+CI-LP        | 0               | 0               | -                  | -                  | -                  | -           | -           | -           | 1      | 0      |        |
| 2011-2012        | Aprilia          | 2D               | 35+2       | 9          | CI-LP           | 0               | 0               | -                  | -                  | -                  | -           | -           | -           | 37     | 9      |        |
| 2012-2013        | Benevento        | 1D               | 15         | 0          | CI+CI-LP        | 1+0             | 0               | -                  | -                  | -                  | -           | -           | -           | 16     | 0      |        |
| 2013-gen. 2014   | Benevento        | 1D               | 12         | 3          | CI+CI-LP        | 1+1             | 0+1             | -                  | -                  | -                  | -           | -           | -           | 14     | 4      |        |
| gen.-giu. 2014   | Padova           | B                | 1          | 0          | CI              | 0               | 0               | -                  | -                  | -                  | -           | -           | -           | 1      | 0      |        |
| 2014-gen. 2015   | Teramo           | LP               | 11         | 1          | CI+CI-LP        | 1+0             | 0               | -                  | -                  | -                  | -           | -           | -           | 12     | 1      |        |
| gen.-giu. 2015   | Torres           | LP               | 14         | 0          | CI-LP           | 0               | 0               | -                  | -                  | -                  | -           | -           | -           | 14     | 0      |        |
| 2015-2016        | Maceratese       | LP               | 32+1       | 10         | CI-LP           | 2               | 0               | -                  | -                  | -                  | -           | -           | -           | 35     | 10     |        |
| 2016-gen. 2017   | Perugia          | B                | 16         | 0          | CI              | 3               | 0               | -                  | -                  | -                  | -           | -           | -           | 19     | 0      |        |
| gen.-giu. 2017   | Latina           | B                | 17         | 2          | CI              | 0               | 0               | -                  | -                  | -                  | -           | -           | -           | 17     | 2      |        |
| 2017-2018        | Perugia          | B                | 38+1       | 7          | CI              | 2               | 1               | -                  | -                  | -                  | -           | -           | -           | 41     | 8      |        |
| lug.-ago. 2018   | Perugia          | B                | 0          | 0          | CI              | 1               | 0               | -                  | -                  | -                  | -           | -           | -           | 1      | 0      |        |
| ago. 2018-2019   | Benevento        | B                | 31+2       | 1          | CI              | 2               | 0               | -                  | -                  | -                  | -           | -           | -           | 35     | 1      |        |
| Totale Benevento | Totale Benevento | Totale Benevento | 59+2       | 4          |                 | 5               | 1               |                    | -                  | -                  |             | -           | -           | 66     | 5      |        |
| 2019-2020        | Perugia          | B                | 34+2       | 4          | CI              | 2               | 1               | -                  | -                  | -                  | -           | -           | -           | 38     | 5      |        |
| Totale Perugia   | Totale Perugia   | Totale Perugia   | 88+3       | 4          |                 | 8               | 2               |                    | -                  | -                  |             | -           | -           | 99     | 13     |        |
| 2020-2021        | Cremonese        | B                | 31         | 3          | CI              | 2               | 0               | -                  | -                  | -                  | -           | -           | -           | 33     | 3      |        |
| 2021-2022        | Cremonese        | B                | 30         | 8          | CI              | 0               | 0               | -                  | -                  | -                  | -           | -           | -           | 30     | 8      |        |
| 2022-2023        | Cremonese        | A                | 29         | 2          | CI              | 3               | 0               | -                  | -                  | -                  | -           | -           | -           | 32     | 2      |        |
| 2023-2024        | Cremonese        | B                | 18+3       | 0+1        | CI              | 1               | 0               | -                  | -                  | -                  | -           | -           | -           | 22     | 1      |        |
| 2024-feb. 2025   | Cremonese        | B                | 9          | 1          | CI              | 0               | 0               | -                  | -                  | -                  | -           | -           | -           | 9      | 1      |        |
| Totale Cremonese | Totale Cremonese | Totale Cremonese | 117+3      | 14+1       |                 | 6               | 0               |                    | -                  | -                  |             | -           | -           | 126    | 15     |        |
| feb.-giu. 2025   | Padova           | C                | 12         | 3          | CI+CI-C         | -               | -               | -                  | -                  | -                  | SC-C        | 0           | 0           | 12     | 3      |        |
| 2025-2026        | Padova           | B                | 0          | 0          | CI              | 1               | 0               | -                  | -                  | -                  | -           | -           | -           | 1      | 0      |        |
| Totale Padova    | Totale Padova    | Totale Padova    | 13         | 3          |                 | 1               | 0               |                    | -                  | -                  |             | 0           | 0           | 14     | 3      |        |
| Totale carriera  | Totale carriera  | Totale carriera  | 386+11     | 54+1       |                 | 23              | 3               |                    | -                  | -                  |             | 0           | 0           | 413    | 58     |        |

## Palmarès

### Club

#### Competizioni nazionali
- Serie C: 1

Padova: 2024-2025 (girone A)